# Bolanthus thymifolius
Bolanthus thymifolius är en nejlikväxtart som först beskrevs av James Edward Smith, och fick sitt nu gällande namn av Demetrius Phitos. Bolanthus thymifolius ingår i släktet Bolanthus och familjen nejlikväxter. Inga underarter finns listade i Catalogue of Life.